# I May Destroy You
I May Destroy You är en brittisk dramaserie från 2020. Serien är regisserad av Sam Miller och Michaela Coel har svarat för manus.
Serien består av tolv avsnitt och hade premiär 8 juni 2020 på BBC One och 7 juni 2020 på HBO. Handlingen kretsar kring dejtning, sex och efterspelet till sexuella övergrepp.

## Handling
Serien handlar om Arabella som är en självsäker Londonbo. Hon har flera kompisar och en pojkvän i Italien. Hon har ambitionen att bli författare och är i början av sin karriär. Men efter att någon spetsat hennes drink med en drog och hon utsätts för ett sexuellt övergrepp förändras hennes liv totalt.

## Rollista (i urval)
| Michaela Coel | – Arabella   |
| Franc Ashman  | – Susy Henny |
| Weruche Opia  | – Terry      |
| Paapa Essiedu | – Kwame      |
| Aml Ameen     | – Simon      |
| Lara Rossi    | – Kat        |
| Ann Akin      | – Alissa     |